# Léon Benzaquen
Léon Benzaquen, né le 24 août 1902 à Tanger et mort le 6 août 1977 à Casablanca, est un médecin et homme politique marocain. Il a été le premier marocain de confession juive à être nommé en tant que ministre, après l'indépendance. Il a occupé le poste de ministre des PTT au sein des gouvernements Bekkai I et II. Avant cela, il était réputé pour avoir créé les premiers sanatorium pour soigner la tuberculose. Très apprécié par le roi Mohammed V, il a joué un rôle crucial en faveur de la communauté juive marocaine.